# Zu&Co
 (février 2024).
Si vous disposez d'ouvrages ou d'articles de référence ou si vous connaissez des sites web de qualité traitant du thème abordé ici, merci de compléter l'article en donnant les références utiles à sa vérifiabilité et en les liant à la section « Notes et références ».
Zu&Co est un album de compilations de Zucchero réunissant des duos et/ou diverses collaborations instrumentales ; il sort en 2004.
Référence originale : Polydor Universal 9811981

## Les titres
| No  | Titre                                                                                | Auteur                                                                                          | Durée |
| --- | ------------------------------------------------------------------------------------ | ----------------------------------------------------------------------------------------------- | ----- |
| 1.  | Dune mosse (avec Miles Davis à la trompette)                                         | M. Figlié - Zucchero                                                                            | 5:44  |
| 2.  | Muoio per te (avec Sting)                                                            | Sting - Zucchero                                                                                | 3:22  |
| 3.  | Everybody's got to learn sometime (avec Vanessa Carlton au piano)                    | J. Warren                                                                                       | 4:03  |
| 4.  | Il grande baboomba (Mousse T. production, arrangements - + mixage avec Nils Ruzicka) | Zucchero - Mousse T.                                                                            | 3:20  |
| 5.  | Like the sun - from out of nowhere (avec Macy Gray)                                  | Zucchero - G. Paoli                                                                             | 3:56  |
| 6.  | Baila morena (avec Maná)                                                             | Zucchero - Robyx                                                                                | 4:06  |
| 7.  | Ali d'oro (avec John Lee Hooker)                                                     | Zucchero - L. Luisi                                                                             | 4:56  |
| 8.  | Blue (avec Sheryl Crow)                                                              | Zucchero - Bono                                                                                 | 4:48  |
| 9.  | Pure love (avec Dolores O'Riordan)                                                   | Zucchero - A. Fornaciari - I. Fornaciari (adaptation anglaise : E. Bazilian, Dolores O'Riordan) | 3:27  |
| 10. | A wonderful world (avec Eric Clapton + guitare électrique)                           | Zucchero                                                                                        | 4:35  |
| 11. | Pippo - Nasty guy (avec Tom Jones)                                                   | Zucchero                                                                                        | 3:53  |
| 12. | Mama (avec Johnny Hallyday)                                                          | Zucchero                                                                                        | 5:48  |
| 13. | Il volo - the flight (avec Ronan Keating)                                            | Zucchero                                                                                        | 4:48  |
| 14. | Cosi celeste (edit version) (avec Cheb Mami)                                         | Zucchero                                                                                        | 4:42  |
| 15. | Diavolo in me - a devil in me (avec Solomon Burke)                                   | Zucchero                                                                                        | 4:00  |
| 16. | Senza Una Donna - Without a woman (avec Paul Young)                                  | Zucchero                                                                                        | 4:30  |
| 17. | I'm in trouble (avec Tina Arena)                                                     | Zucchero - Robyx                                                                                | 4:40  |
| 18. | Miserere (avec Luciano Pavarotti)                                                    | Zucchero                                                                                        | 4:14  |